# Otto von Heinemann
Friedrich Karl Otto von Heinemann (* 7. März 1824 in Helmstedt; † 7. Juni 1904 in Wolfenbüttel) war ein deutscher Bibliothekar und Historiker. Von 1868 bis 1904 war er Leiter der Herzog August Bibliothek in Wolfenbüttel.

## Herkunft
Er entstammte einer Beamten- und Offiziersfamilie. Sein Großvater, der braunschweigische Oberstleutnant Ernst Christoph Heinemann (1734–1785), brachte 1781 den Reichsadel in die Familie. Seine Eltern waren der Kreisgerichtsdirektor Friedrich von Heinemann (1770–1854) und dessen Ehefrau Charlotte, geborene Meinders (1785–1854), die Tochter des Amtmanns Karl Ludwig Meinders. Er hatte mehrere bekannte Brüder:
- Hermann (1812–1871), Finanzrat und Entomologe in Braunschweig ⚭ Theodore Gerstell
- Alexander (1813–1884), preußischer Generalmajor
- Ferdinand (1818–1881), Gymnasialdirektor und Schriftsteller
- Adolf (1820–1906), preußischer Generalmajor

## Leben
Heinemann studierte von 1843 bis 1846 Geschichte und neuere Sprachen in Bonn bei Friedrich Christoph Dahlmann und in Berlin bei Leopold von Ranke. Zwischen 1848 und 1850 war er in Paris als Hauslehrer tätig und wechselte 1852 als Volontär („Wissenschaftlicher Hilfsarbeiter“) an die Wolfenbütteler Herzog August Bibliothek.
Von 1854 bis 1863 war er Lehrer am Gymnasium in Bernburg, wo er nebenamtlich auch das Hauptarchiv zu Bernburg verwaltete. Im Jahre 1868 wurde von Heinemann als Nachfolger von Ludwig Konrad Bethmann zum Leiter der Herzog August Bibliothek ernannt, 1880 zum „Oberbibliothekar“. 1897 folgte die Ernennung zum herzoglich braunschweigischen Geheimen Hofrat. Während seiner Amtszeit als Bibliotheksdirektor entstand zwischen 1881 und 1886 der 1887 eröffnete Neubau des Bibliotheksgebäudes. Er reorganisierte die Verwaltung und modernisierte die Katalogisierung der Handschriften und alten Drucke.
Von 1869 bis 1894 unterrichtete er auch am Lehrerinnenseminar in Wolfenbüttel und von 1889 bis 1897 als Lehrbeauftragter an der Technischen Hochschule Braunschweig. Von 1877 bis 1897 war er Vorsitzender des Harzvereins für Geschichte und Altertumskunde und von 1882 bis 1900 Mitglied der anhaltischen Landessynode.
Von Heinemann war seit 1868 korrespondierendes Mitglied der Bayerischen Akademie der Wissenschaften. Er starb am 7. Juni 1904 in Wolfenbüttel.

## Familie
Er heiratete im Jahr 1854 in Braunschweig Helene von Brandenstein (1827–1902), die Adoptiv- und natürliche Tochter des braunschweigischen Generalmajors Heinrich von Brandenstein (1787–1851) und der Caroline Juliane Christiane von Meyern, verwitwete von Prößler. Das Paar hatte zwei Söhne und zwei Töchter darunter:
- Charlotte Luise Auguste Gertrud (1855–1895)
- Joachim Friedrich Ernst Hans (1857–1879)
- Ernst Adolf Hermann Lothar (1859–1901), Historiker ⚭ Hedwig Ziervogel (* 1870)
- Elisabeth (1866–1915) ⚭ 1887 Reinhold Koser (1852–1914), Generaldirektor der preußischen Staatsarchive

## Werke (Auswahl)
- Das Königreich Hannover und das Herzogthum Braunschweig dargestellt in malerischen Original-Ansichten ihrer interessantesten Gegenden ... von verschiedenen Künstlern. Historisch und topographisch beschrieben von Otto von Heinemann. 2 Bände (Tafelband und Textband in Frakturschrift), Darmstadt 1857, 1858.
- Markgraf Gero. Eine historische Monographie. Schwetschke, Braunschweig 1860 (Digitalisat).
- Albrecht der Bär – eine quellenmäßige Darstellung seines Lebens. Nebst einer Stammtafel. Reprint Bernburg 2001, Hrsg.: Kulturstiftung Bernburg in Verbindung mit dem Landesheimatbund Sachsen-Anhalt, nach dem Original aus Darmstadt von 1864, 496 S., ISBN 3-9805532-9-9[2]
- Codex diplomaticus Anhaltinus. 6 Teile, Barth, Dessau 1867–1883.
- Zur Erinnerung an Gotthold Ephraim Lessing. Briefe und Aktenstücke aus den Papieren der Herzoglichen Bibliothek und den Akten des Herzoglichen Landeshauptarchivs zu Wolfenbüttel. Hirzel, Leipzig 1870 (Digitalisat).
- Die Herzogliche Bibliothek zu Wolfenbüttel. Ein Beitrag zur Geschichte deutscher Büchersammlungen. Hrsg. von dem Ortsverein für Geschichte und Alterthumskunde zu Braunschweig und Wolfenbüttel. Zwißler, Wolfenbüttel 1878 (Digitalisat); 2., völlig neubearbeitete Auflage 1894 (Digitalisat); Nachdruck: van Heusden, Amsterdam 1969.
- Geschichte von Braunschweig und Hannover. 3 Bände, Perthes, Gotha 1884–1892 (Digitalisate: Band 1, Band 2, Band 3).
- Die Handschriften der Herzoglichen Bibliothek zu Wolfenbüttel. 8 Bände, Zwißler, Wolfenbüttel 1884–1903 (Digitalisate).